# 乌林答赞谋
乌林答赞谋（?—?），女真族，乌林答氏，又作乌林答赞谟、兀林答赞谋、乌陵赞谋、乌陵思谋，金朝大臣。
乌林答赞谋为人忠实刚毅，廉直自奋。初为“闸剌”（行人，外交人员），与前行台左丞耨盌温敦思忠往来于辽宋之间，办理与辽朝、宋朝往来交涉事宜。金太祖天辅三年（1119年），出使辽国议和，后又奉阿骨打之命再次出使辽国，和议终不成，于是发兵攻克临潢府。
乌陵思谋开始是宣和年间与北宋海上之盟的金朝代表。建炎元年（1127年），宋高宗派朝奉郎、假刑部侍郎王伦充大金通问使，阁门舍人朱弁为副使。被金朝扣留不还。粘罕派乌陵思谋去见王伦，谈及契丹时事。王伦说：“海上之盟，宋金两国约为兄弟，万世不变。云中之役，我大宋犒劳贵军，助成灭辽之功。上国的臣下，曾想要兴兵南来，贵国先帝照顾结盟之好，没有同意。其后举兵祸害我国，真的是先帝之意吗？况自古分南北，皇帝恭勤，英才并用，期望复古。为何不思虑久远之谋，归还我二帝、太母，恢复我国疆土，使南北赤子无受涂炭，也足以告慰先帝之灵，希望上国执事者赞成。”乌陵思谋沉思道：“王君说得对，回去一定全都转达。”粘罕亲自来说：“贵国遣使来我国，问其来意，多不能回答。乌陵思谋传达侍郎的话想要议和，决非江南实情，只是侍郎自己的意思吧。”王伦说：“出使都有指示，不然为何要来？人定胜天，天定也能胜人，望元帅明察。”粘罕不回答。
绍兴八年（1138年）五月，金国派遣乌陵思谋与王伦、朱弁等入界议和，朱弁被誉为忠节，宋高宗下诏赐以黄金三十两。右仆射、同中书门下平章事兼枢密使秦桧决意屈己从和。吏部侍郎魏矼为馆伴，魏矼推辞说：“担任御史时，曾经说和议之非，现在不可专对。”秦桧问魏矼不主和的原因，魏矼备言敌情。秦桧说：“公以智料敌，桧以诚待敌。”魏矼说：“恐怕敌方不以诚待相公啊。”六月，乌陵思谋、石庆入见宋高宗。索要无礼，军民不平，人言纷纷。王庶力诋和议，请诛金使，以资政殿学士出知潭州。宋高宗说：“先帝灵柩回返，还可以等二三年。太后年高，朕朝夕思念，想要早见，不怕屈己，希望冀和议速成。”秦桧说：“屈己议和是人主之孝。见主卑屈，怀愤不平，是人臣之忠。”宋高宗说：“虽说如此，有备无患，使和议可成，边备也不可松弛。”
后来和议破裂，兀术南侵，岳飞在郾城之战大胜，乌陵思谋平素号称桀黠，也不能统御其汉人的属下，只能说：“不要轻动，等到岳家军到来即降。”
天眷年间，为行台参知政事。妻子为完颜亮左丞相完颜秉德的乳母。完颜亮在行台杀死完颜秉德。行台左丞耨盌温敦思忠谗言将其免职去位，后夫妻都为温敦思忠谮杀。金世宗大定十二年（1172年），诏复官爵，赠特进。